# Ragnar Gustavsson
Ragnar Gustavsson (født 28. september 1907, død 19. maj 1980) var en svensk fodboldspiller (angriber).
Gustavsson spillede på klubplan for Göteborg-klubben GAIS. Han nåede desuden ni kampe og tre scoringer for Sveriges landshold, og repræsenterede sit land ved VM 1934 i Italien.